# Poste sabaude

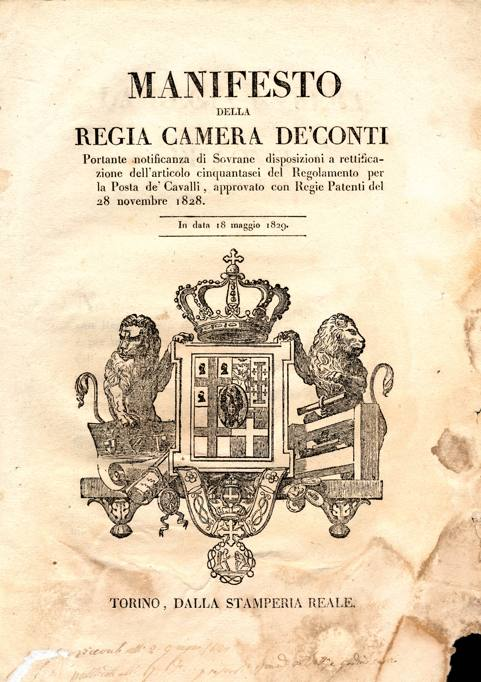
Copertina delle Sovrane disposizioni per la Posta de' Cavalli del Regno di Sardegna

Le Poste Sabaude furono il servizio postale degli Stati di Savoia (Ducato di Savoia, Principato di Piemonte, Contea di Nizza e poi Regno di Sardegna), dal Cinquecento all'Unità d'Italia nel 1861.

## Strade postali
Le strade postali che partivano da Torino erano cinque:
- quella per la Francia, attraverso Susa, il Moncenisio, Chambéry e che faceva capo a Lione;
- quella per Milano e Venezia, attraverso Novara o attraverso Casale Monferrato;
- quella per Genova e Roma;
- quella per l'Europa centrale attraverso Aosta e il Gran San Bernardo, che metteva capo a Ginevra o Berna;
- quella per Cuneo e Nizza.

## Storia
Inizialmente l'amministrazione postale non era autonoma e generale delle poste era l'ammiraglio del Po, che aveva come compito principale quello di regolare la navigazione interna.
La prima attestazione di un "Generale maestro delle poste" risale al 1561, dopo la restituzione del Ducato a Emanuele Filiberto per effetto della pace di Cateau-Cambrésis. Il servizio comprendeva corrieri a piedi e staffette a cavallo. In quest'epoca operavano anche corrieri privati.
Nel 1604 Carlo Emanuele I avocò allo Stato l'esclusiva sul servizio postale, che tuttavia veniva dato in appalto.
Nel 1735 fu aperto l'ufficio delle poste sabaude a Roma.
Il vero salto di qualità fu rappresentato dall'editto di Vittorio Amedeo II del 1718 con il quale le poste furono gestite direttamente dallo Stato con personale stipendiato. Il testo conteneva anche il primo tariffario dettagliato per le destinazioni postali nazionali ed estere.
A metà del Settecento l'amministrazione postale fu strutturata su quattro livelli: a Torino c'era la direzione generale.
Al di sotto c'erano le direzioni di Chambéry, Ginevra, Nizza, Roma, Alessandria, Casale, Tortona e Novara.
Poi c'erano i 53 uffici particolari, e infine le 91 stazioni di posta scaglionate lungo le strade postali.
Le stazioni di posta sulla strada fra Torino e Chambéry erano a Rivoli, Sant'Ambrogio, San Giorio, Susa, Novalesa, Tavernelle de la Montagna (Moncenisio), Lanslebourg, Aussois, Saint'André, Saint-Michel-de-Maurienne, Saint Jean de Maurienne, la Chambre, Argentine, Apremont, Montmélian.

### L'Ottocento

Alcuni francobolli del Regno di Sardegna, con differenti tirature.

Nel 1816 fu ristabilito il servizio postale dopo l'occupazione francese, ma il nuovo regolamento postale fu emanato nel 1819: fondeva il sistema napoleonico agli usi precedenti. Fra l'altro, furono introdotti i "biglietti di porto pagato", un primo tipo di carta postale bollata.
L'amministrazione postale dipendeva dalla Segreteria di Stato agli Affari Esteri, e le direzioni, oltre a quella generale, erano a Genova, Chambéry, Nizza, Novara, Alessandria e Cuneo.
Il primo ottocento fu l'epoca in cui vennero introdotte le diligenze postali in Piemonte: nel 1820 furono date in concessione all'impresa dei fratelli Bonafous, lionesi di simpatie repubblicane, quattro linee: Torino-Lione, Torino-Milano, Torino-Genova e Milano-Genova. Le diligenze facevano servizio settimanale, le "malleposte" quotidiano.
Dal 1823 furono date in concessione anche linee interne minori (da Torino per Pinerolo, Alba, Biella, Mondovì e Nizza).
Le poste sabaude aiutarono il Canton Grigioni con un contributo di un milione di lire per i lavori di adattamento della strada del San Bernardino a strada postale, in quanto tale percorso avrebbe permesso al Piemonte di raggiungere più rapidamente l'Europa centrale.
Fino al 1850 la tariffa di una lettera dipendeva dal peso e dalla lunghezza del percorso. Nel 1851 furono introdotti i francobolli, ma l'affrancatura era ancora facoltativa. I francobolli del Regno di Sardegna valevano anche nel Principato di Monaco, che allora era un protettorato sabaudo.
Nel 1849 venne introdotto il "mandato di posta", quello che poi fu chiamato vaglia postale.
Nel 1852 fu inaugurato il servizio telegrafico, con la linea Torino-Genova. Fu poi stipulata una convenzione con la Francia per stendere il cavo sottomarino da Spezia alla Corsica, alla Sardegna e a Tunisi.
Nel 1856 l'amministrazione postale passò dal Ministero degli affari esteri alle dipendenze del Ministero dei lavori pubblici.
Le poste marittime furono gestite in convenzione con la Compagnia Rubattino. Nel 1851, infatti, la compagnia iniziò a collegare regolarmente Genova e la Sardegna, servizio esteso due anni dopo a Tunisi. Il servizio riceveva una sovvenzione per il servizio postale.